# Saftkräm

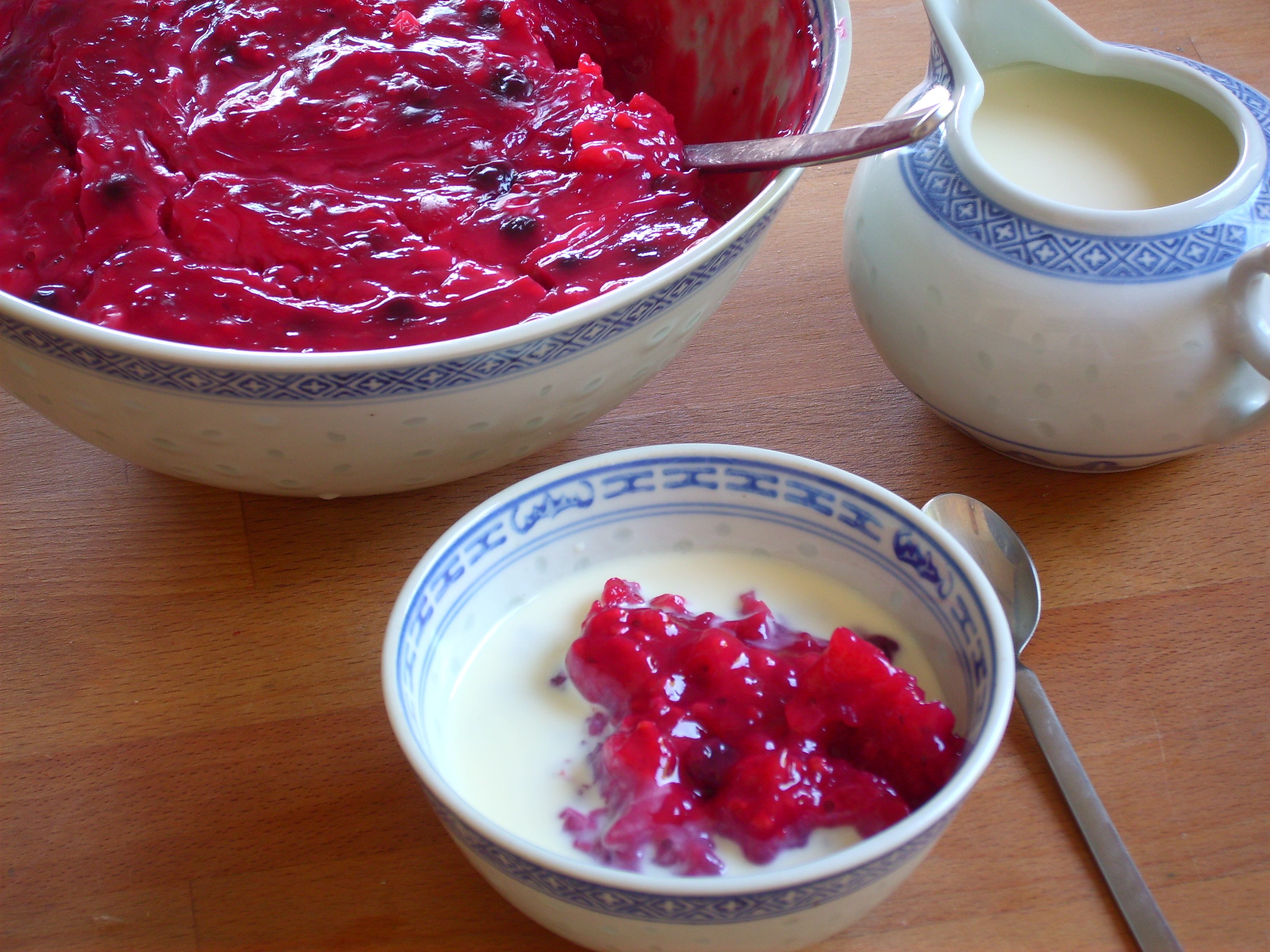
Saftkräm med mjölk.

Saftkräm (danska: rødgrød, tyska: rote Grütze, lågtyska: rode Grütt) är ett slags fruktkräm från Danmark och Tyskland som serveras kall eller ljummen med kall mjölk eller grädde. Rätten blev populär i början på 1900-talet, framförallt av tre skäl; mjölken fanns i överflöd, jordgubbarna hade förädlats och strösocker blev billigt. De huvudsakliga ingredienserna är röda sommarbär med mycket fruktsyra, såsom röda vinbär, svarta vinbär, hallon, björnbär, blåbär eller körsbär. Då och då används även jordgubbar.
Rätten har i Danmark blivit något av en nationalsymbol; dels på grund av färgens likhet med den danska flaggan, dels för att rødgrød med fløde ([ˈʁɶð̪ˀˌɡ̊ʁɶð̪ˀ mɛ ˈfløːð̪̩]danskt uttal (fil)) skämtsamt används i danska språktest eftersom det är svårt att uttala för andra än danskar.